# Danby, England
Danby är en ort och civil parish  i Storbritannien.   Den ligger i grevskapet North Yorkshire och riksdelen England, i den centrala delen av landet, 300 km norr om huvudstaden London. Danby ligger 128 meter över havet och antalet invånare är 1 515.
Terrängen runt Danby är platt åt nordost, men åt sydväst är den kuperad. Danby ligger nere i en dal.Runt Danby är det ganska tätbefolkat, med 129 invånare per kvadratkilometer. Närmaste större samhälle är Redcar, 19,3 km nordväst om Danby. Trakten runt Danby består i huvudsak av gräsmarker.